# Celedonio Sastre
Celedonio Sastre García-Serrano (n. Ávila; 1841 - f. Ávila; 1930), político, administrador, y abogado. 

## Biografía
Hijo del también político Antonio Sastre Real, y de su segunda esposa Celedonia García-Serrano, también natural de Ávila. Su vida empezó de manera desafortunada al fallecer su madre el día de su nacimiento, por causas del parto. Por otro lado, su padre, Antonio Sastre, funcionario y político, no duraría tampoco mucho tiempo, por lo que la vida del pequeño Celedonio quedaría en manos de sus tutores.
Realizó sus estudios de Derecho y Filosofía en la Universidad de Valladolid y posteriormente continuó en la universidad en Madrid. Desarrolló su intensa vida política en la ciudad de Ávila, participando en la Revolución de 1868. Celedonio se convirtió en pocos años en uno de los mayores administradores de grandes títulos y terratenientes de la provincia de Ávila. Se casó con la bostoniana Susanna Sturgis, medio hermana por parte de madre del filósofo George Santayana. 
En su larga vida, llegó a ser alcalde de Ávila, presidente de Caja de Ahorros de Ávila y de su consejo de administración, presidente del Casino Abulense y presidente de la Junta de Turismo de Ávila. Perteneció a la Comisión encargada de llevar hasta la Santa Sede la petición de nombrar a Santa Teresa de Jesús Doctora de La Iglesia. 
Murió en Ávila en 1930, sobreviviéndole tres de sus numerosos hijos: Luis, Rafael y José Sastre González, que seguirían en muchos aspectos la labor de su padre.
Hoy en día tiene una calle y una plaza dedicadas en el pueblo abulense de Mingorría.